# Quinto Sulpicio Camerino Pretestato
Quinto Sulpicio Camerino Pretestato (fl. V secolo a.C.) è stato un politico romano.

## Tribuno consolare
Fu eletto tribuno consolare  nel 434 a.C. con Servio Cornelio Cosso, e Marco Manlio Capitolino.